# Salvatore Giuliano
Salvatore Giuliano zvaný Turiddu (16. listopadu 1922 Montelepre — 5. července 1950 Castelvetrano) byl italský bandita a bojovník za nezávislost Sicílie.

## Mládí
Salvatore se narodil roku 1922 v Montelepre na Sicílii. Pocházel z chudé rolnické rodiny, živil se příležitostnými pracemi a prodejem olivového oleje. V období nedostatku potravin po invazi na Sicílii začal být aktivní na černém trhu.
Dne 2. září 1943 se dostal do konfliktu s hlídkou karabiníků, která jej přistihla s kradeným obilím, přičemž jednoho policistu zastřelil, načež uprchl do hor a stal se psancem. Jeho rodina, která se mu snažila pomoci, byla zavřena do věznice v Monrealu. Giuliano jim pomohl uprchnout, přičemž osvobodil i další vězně, se kterými založil vlastní gang.
Vytvořil bandu lupičů, která operovala na Sicílii v době poválečného chaosu, pomáhal mu sicilský zvyk omerty a sympatie vesničanů.

## Psanec a bandita
Vybudoval si mezinárodní oslňující image díky svému vzhledu, ochotě poskytovat rozhovory médiím i vydržováním zahraničních milenek. Též byl přirovnáván k Robinu Hoodovi, přestože měl na svědomí desítky obětí a je známo, že spolupracoval s mafií.
Giuliano navázal kontakty s Hnutím za nezávislost Sicílie a v roce 1945 se stal poručíkem jeho ozbrojených složek. Profiloval se jako antikomunista. Hledal politickou podporu u Američanů a dokonce napsal dopis prezidentu Trumanovi, ve kterém ho žádal o anexi Sicílie.

## Májový masakr
Přestože se státním orgánům nedařilo Giuliana zadržet, separatistická strana utrpěla ve volbách let 1946 a 1947 těžké porážky na úkor komunistů a socialistů.
1. května 1947 došlo k setkání v údolí Portella della Ginestra, kde se sešli lidé z okolí, aby oslavili první máj a vítězství Lidového bloku ve volbách. Došlo při něm ke střelbě z okolních kopců, která si vyžádala jedenáct životů, mezi nimi i čtyř dětí a desítek zraněných.

Sám Giuliano sepsal dopis jehož prostřednictvím přijal odpovědnost za masakr, avšak také tvrdil, že svým mužům nařídil střílet lidem nad hlavy. Panuje názor, že pokyn k masakru dostal Giuliano od mafie, možná dokonce od ministra za křesťanské demokraty, Bernarda Mattarella. Senátor za koministy, Girolamo Li Causi, vinil z masakru mafii a dožadoval se, aby mu Giuliano vydal jména zodpovědných. Ten to odmítl udělat a masakrem definitivně ztratil podporu veřejnosti.

## Smrt
Po masakru na prvního máje byla na Giuliana vypsána odměna v hodnotě tří miliónů lir, ale ani to nezabránilo dalším útokům.
V roce 1949 byl vytvořen speciální útvar C.F.R.B., jehož velitel Ugo Luca dostal za úkol likvidaci sicilských banditů. Giuliano se pokoušel využít svých kontaktů na mafii, aby se dostal do exilu, ale 5. července 1950 padl v obci Castelvetrano do léčky a byl zastřelen; podle obecně přijímané verze ho vydal policii jeho pobočník Aspanu Pisciotta.
V roce 1961 o něm natočil Francesco Rosi životopisný film Salvatore Giuliano, je také postavou knihy Maria Puza Sicilián.